# شل نوب، میزوری
شل نوب (به انگلیسی: Shell Knob) یک منطقهٔ مسکونی در ایالات متحده آمریکا است که در میزوری واقع شده است. شل نوب ۲۸٫۲ کیلومتر مربع مساحت و ۱٬۳۷۹ نفر جمعیت دارد و ۳۵۰ متر بالاتر از سطح دریا واقع شده است.